# ایستگاه متروی سنت پائول
ایستگاه سنت پائول، ایستگاهی از خط مرکزی در خطوط متروی لندن است که نزدیک کلیسای جامع سنت پائول قرار دارد. این ایستگاه در ۳۰ ژوئیه ۱۹۰۰ افتتاح شد.

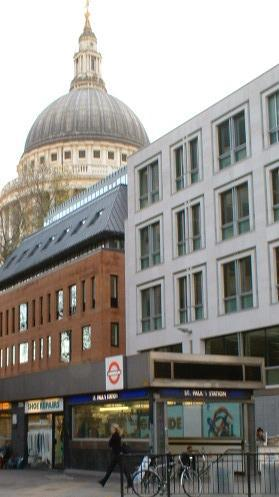

## نگارخانه

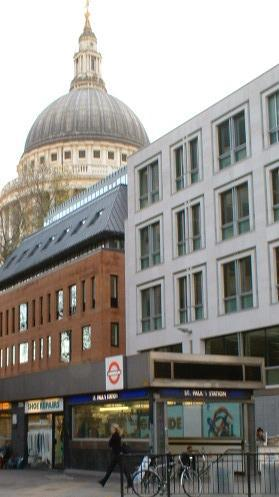
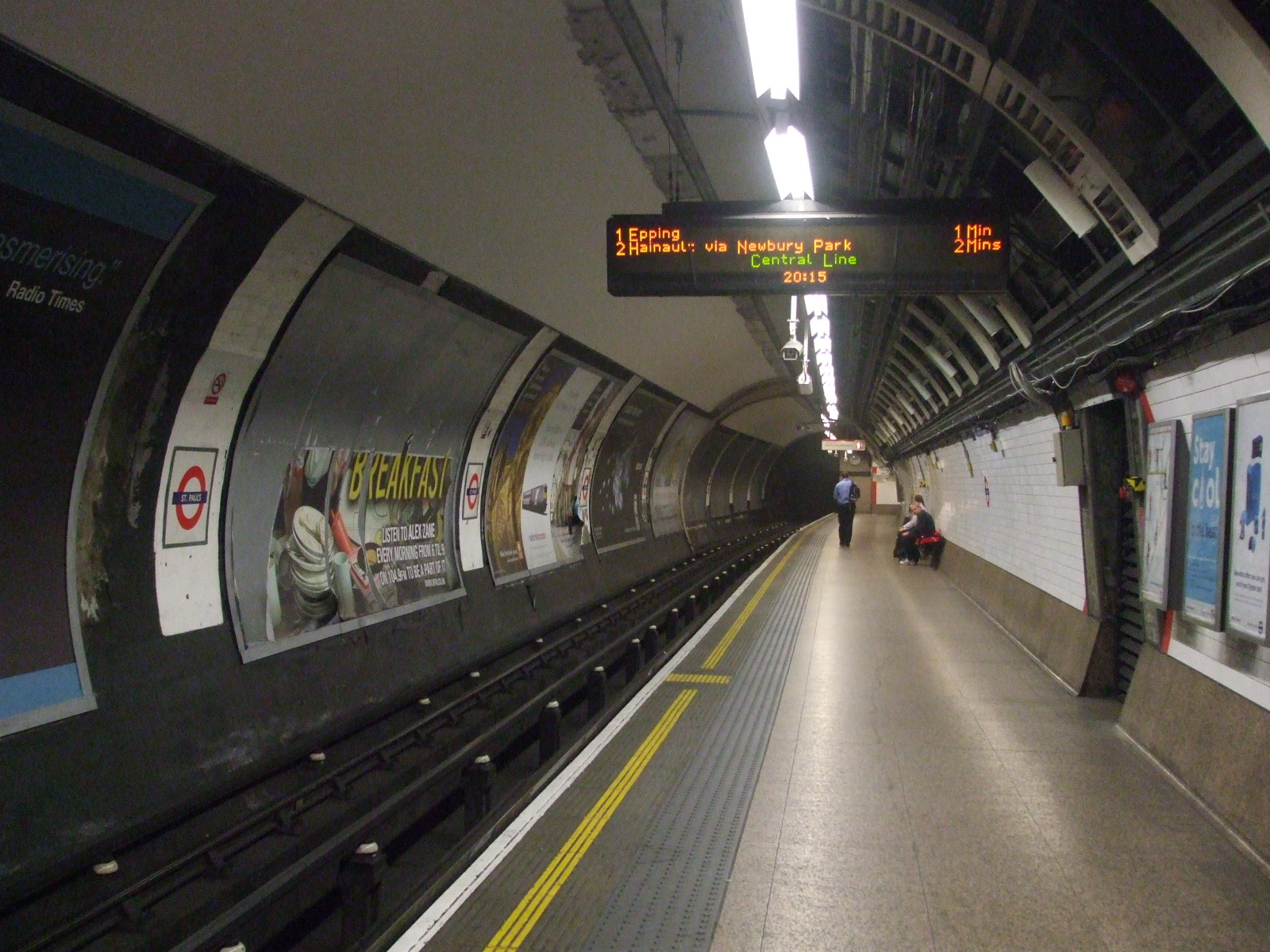
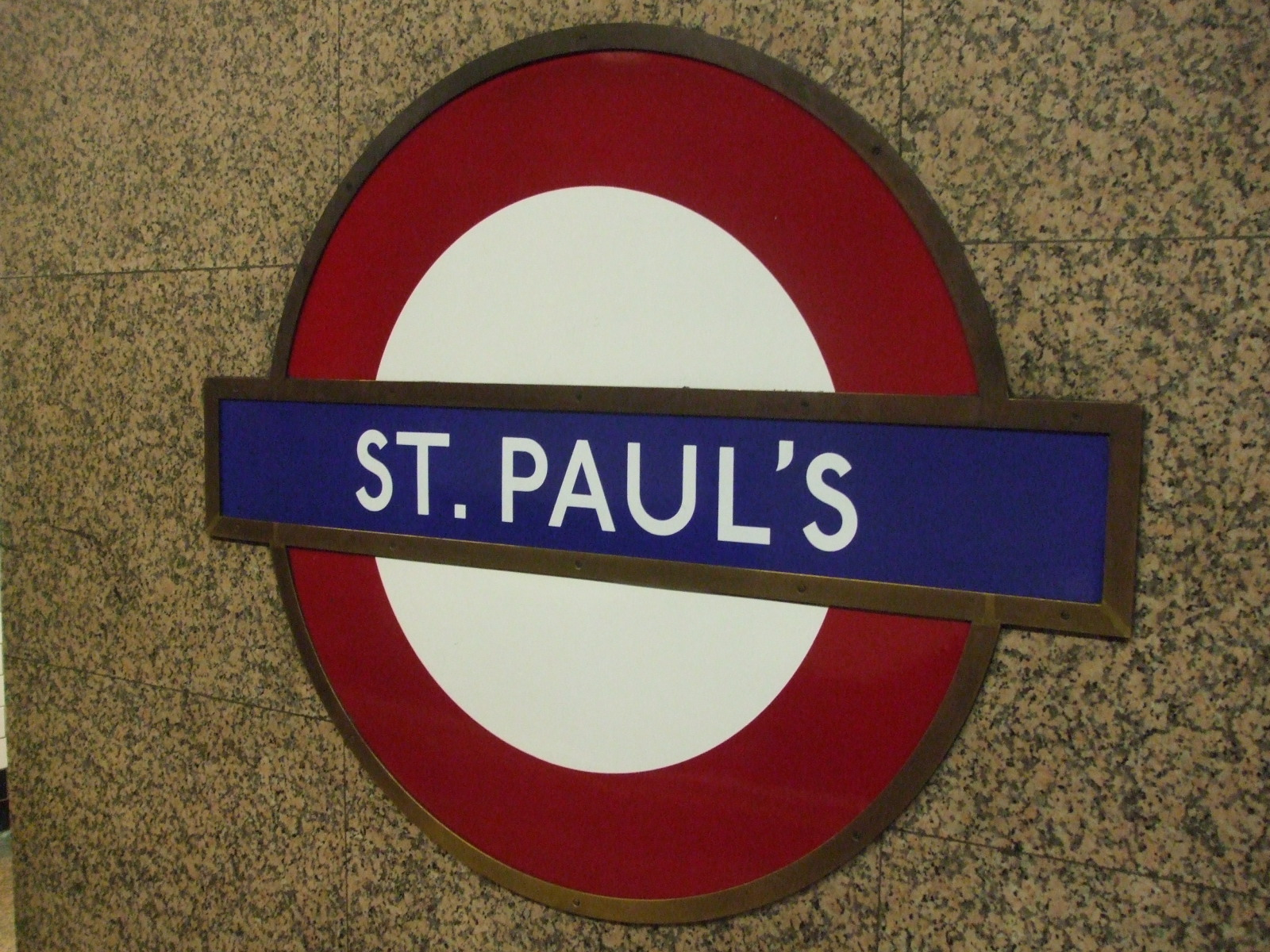